# Тоннель Куна
Тоннель Куна (нидерл. Coentunnel) — автомобильный тоннель под Нордзе-канал в западной части Амстердама. Открыт в 1966 году. Получил название по имени Яна Питерсоона Куна, губернатора Голландской Ост-Индии. Тоннель имеет длину 1283 м, из которых полностью под землёй находится 587 м. Тоннель соединяет район реки Зан с западной частью Амстердама. Максимальная глубина залегания тоннеля — 22 м.
До открытия тоннеля сообщение между Амстердамом и Зандамом осуществлялась преимущественно с помощью парома и в меньшей степени — по мосту Схеллингваудер. В 1959 году паром перевозил 5800 автомобилей в день и ожидание переправы достигло 45 и более минут. В 1950-х годах жители района подали прошение о строительстве тоннеля под Нордзе-канал, которая была удовлетворена.
Строительство началось в 1961 году. Общая стоимость работ составила 45 миллионов голландских гульденов. 21 июня 1966 года королева Юлиана открыла движение по тоннелю.
В настоящее время ежедневно через тоннель проезжает более 100 000 автомобилей Обычным явлением стали заторы. В связи с этим организовано государственно-частное партнёрство, которое летом 2009 года приступило к прокладке дополнительного тоннеля.